# دین در عراق

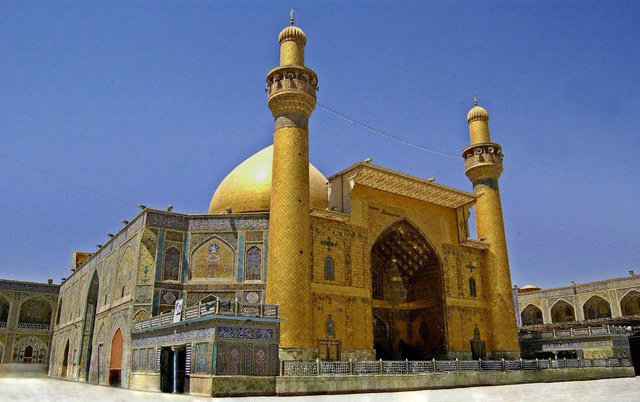
حرم علی بن ابی طالب، یکی از مقدس‌ترین اماکن شیعیان، در نجف عراق

آمار دقیقی از دین در عراق وجود ندارد، اما باید دانست که اسلام، دین رسمی عراق است و تقریباً ۹۹٪ از جمعیت این کشور، به دین اسلام باور دارند. دومین دین بزرگ در عراق مسیحیت است که ۱٪ از جمعیت را تشکیل می‌دهد. شماری از ایزدی‌ها نیز در عراق سکونت دارند. در عراق یهودی به ندرت یافت می‌شود.

## اسلام
مسلمانان عراق از دو سنت متمایز پیروی می‌کنند، اسلام شیعه و سنی. براساس گزارش سازمان سیا در سال ۲۰۱۸، مردم عراق، حدود ۹۹٪ مسلمان هستند که ۶۴–۶۹٪ آنها شیعه و ۲۹–۳۴٪ آنان سنی می‌باشند. درصد کل مسلمانان از زمان جنگ داخلی عراق (۲۰۱۲–۲۰۱۷) به دلیل مهاجرت آوارگان مسیحی و ایزدی به کشورهای همسایه افزایش یافته‌است. کشور عراق بسیاری از اماکن مذهبی مهم برای مسلمانان شیعه و سنی را در خود جای داده‌است. بغداد، قرن‌ها قطب یادگیری و دانش‌پژوهی اسلامی بود. شهر کربلا در نتیجه نبرد کربلا دارای برجستگی قابل توجهی -خصوصاً برای شیعیان- است. به همین ترتیب، نجف به عنوان مزار علی بن ابی طالب مشهور است؛ که همچنین به عنوان امام اول شیعیان شناخته می‌شود. این شهر هم‌اکنون مرکز بزرگ زیارتی از سراسر جهان اسلام است. شهر کوفه محل زندگی دانشمند مشهور اهل سنت ابوحنیفه بود که مکتب فکری وی توسط شمار قابل توجهی از اهل سنت در سراسر جهان دنبال می‌شود. حرمین عسکرین نیز در سامرا قرار دارد که شامل مقبره‌های علی نقی و حسن عسکری، امامان دهم و یازدهم شیعه می‌باشد.
فرقه‌های کوچکتر از اسلام در کشور عراق وجود دارند، همچون اجتماع کوچک شیعیان چند امامی که در بصره و کربلا متمرکز شده‌اند.

### اسلام در میان کردها
کردهای عراق عمدتاً مسلمانان اهل سنت هستند و دارای اقلیت قابل توجهی از شیعیان میباشند. بیشتر کردها در مناطق شمالی کشور مستقر و اکثراً پیروی مکتب شافعی هستند. الباقی این گروه پیروی گروه‌های صوفیه هستند.

### اسلام در میان ترکمن‌ها
اکثر ترکمن‌های عراق، مسلمان سنی هستند و تقریباً ۶۰٪ -۷۰٪ از جامعه را تشکیل می‌دهند. علاوه بر این، جمعیت قابل توجهی ترکمن نیز وجود دارد که شیعه می‌باشند (حدود ۳۰ تا ۴۰ درصد). در مجموع، بیشتر ترکمن‌های عراق سکولار هستند.

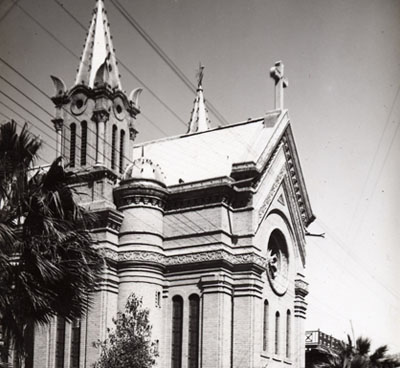
کلیسای لاتین در بغداد

### اسلام در میان لرها
لرهای عراق عمدتا در شرق این کشور و شهر بغداد زندگی می‌کنند و همگی مسلمان و پیرو مذهب تشیع می‌باشند

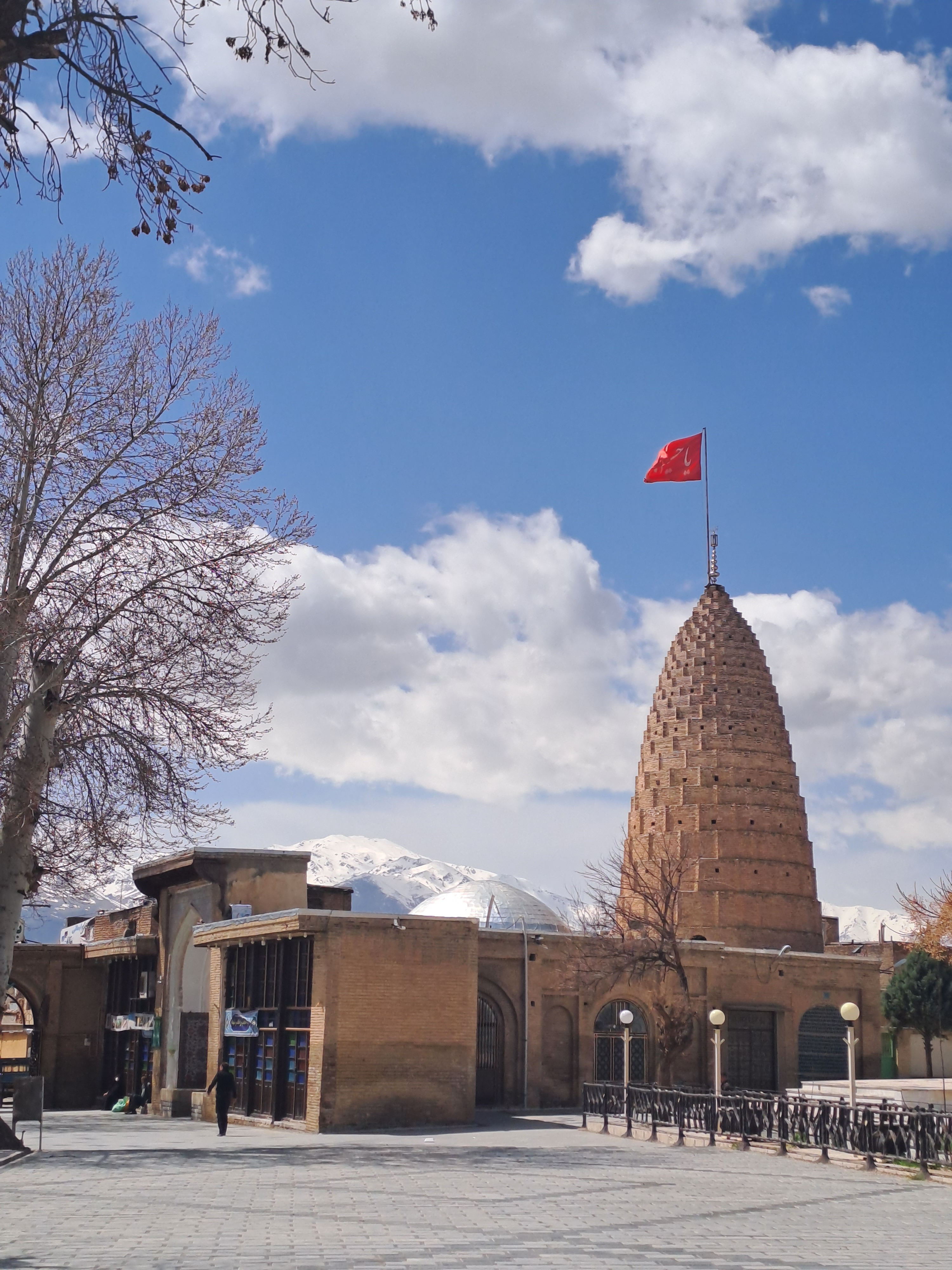
امامزاده جعفر بروجرد استان لرستان

## مسیحیت
مسیحیت در دهه ۴۰ میلادی توسط توماس رسول، تادئوس اودسا و شاگردانش آگاگی و ماری به عراق آورده شد. اقلیت کلدانی عراق که تقریباً ۳٪ از جمعیت را به خود تخصیص داده‌اند، اکثراً در شمال عراق (استان‌های نینوا و داهوک) زندگی می‌کنند. با وجود اینکه آمار دقیقی از جمعیت آماری عراق در دست نیست، اما در سال ۱۹۵۰ مسیحیان ۱۰ تا ۱۲ درصد از جمعیت عراق را تشکیل می‌دادند. از زمان جنگ عراق در سال ۲۰۰۳، مسیحیان عراقی تعداد قابل توجهی مهاجرت کرده و به سوریه نقل مکان نمودند. حائز اهمیت است که در عراق، از سال ۲۰۰۳ تاکنون هیچ سرشماری رسمی صورت نگرفته‌است.
مسیحیان عراقی به چهار گروه بر اساس کلیسای مربوط به خود تقسیم می‌شوند:
- کلدانیان (کلیسای کاتولیک کلدین)
- آشوریان یا نستوریان (کلیسای آشوری شرق) و (کلیسای باستانی شرق)
- غربی سریانی یا یعقوبیت (کلیسای ارتدکس سریانی)
- ارتدکس شرقی (مجمع المعارف بغداد، تحت نظارت کلیسای مقدس ارتدوکس شرقی انطاکیه و تمام شرق)

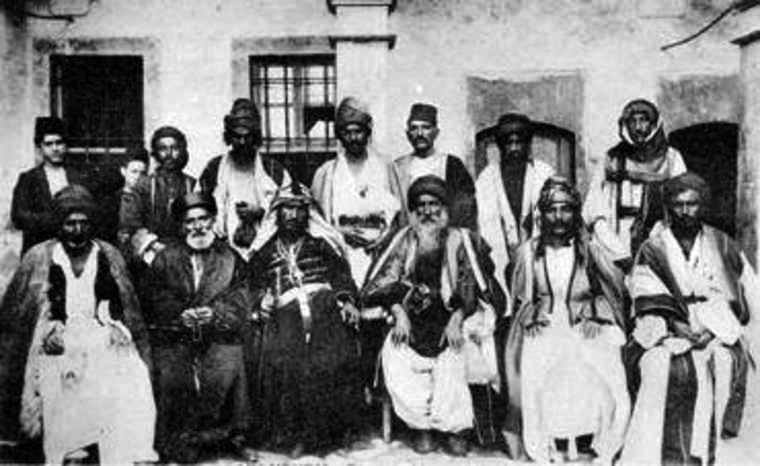
رهبران ایزدی با پدرسالار کلدینی آدیشیو پنجم خییات در موصل، ملاقات کردند. ۱۸۹۵

## ایزدی
تعداد ایزدی‌ها عراق بین ۷۰۰۰۰ تا ۵۰۰۰۰۰ نفر برآورد می‌شود. دین ایزدی به دوران قبل از اسلام بازمی‌گردد. موصل مکان مقدس اصلی دین ایزدی و مقدس‌ترین حرم ایزیدیان، بنای شیخ ادی است. 

## مندایی
آئین مندایی در عراق قدمتی ۱۸۰۰ ساله دارد و آن را به سومین ایمان قدیمی در جامعه عراق پس از زرتشت و یهود تبدیل کرده‌است. تخمین‌ها از حدود ۶۰٬۰۰۰ پیروی مندایی در عراق خبر می‌دهند.

## یهودیت
یهودیت نخستین بار به فرمانروایی پادشاه بابل، نبوکدنصر دوم بابل، به عراق آمد. پس از جنگ شش روزه در اسرائیل، شورش‌ها باعث شد تا اکثر یهودیان فرار کنند. در بین نیروهای آمریکایی مستقر در عراق، فقط سه کنیسه یهودی وجود داشت.

## تغییر دین در عراق

### گرایش به زرتشتی‌گری
آیین زرتشت پر رشدترین آئین در بین کردهای عراق محسوب می‌شود، شاید به این دلیل که پیوندهای قاطع این دین با فرهنگ کردی بسیار مستحکم است. در سال ۲۰۱۵ دین زرتشت توسط دولت اقلیم کردستان عراق، به رسمیت شناخته شد. تخمین زده می‌شود که از سال ۲۰۱۵ تاکنون ۱۰۰،۰۰۰ تا ۲۰۰،۰۰۰ نفر در کردستان عراق از اسلام به زرتشت تغییر دین داده‌است. اولین معبد زرتشتی جدید در عراق، در ۲۱ سپتامبر ۲۰۱۶، در سلیمانیه ساخته و افتتاح شده‌است. حاضران با روشن کردن یک آتش آئینی و نواختن دف، این مناسبت را جشن گرفتند. آمار دقیقی از نظر جمعیت زرتشتیان در عراق وجود ندارد، زیرا این افراد در اسناد صادرشده توسط دولت، به عنوان مسلمان محسوب شده‌اند.